# Natura 2000-område nr. 129 Gilbjerg Hoved
Natura 2000-område nr. 129 Gilbjerg Hoved ligger ud til Kattegatkysten 2 km vest for Gilleleje på Nordsjælland. Det består af et habitatområde H113 og har et areal på 40 hektar. Hele området er statsejet, og ca. 25 ha nærmest kysten er fredet.

## Områdebeskrivelse
Selve Gilbjerg Hoved er en 30 m høj, stejl, svagt eroderet moræneklint mod kysten, med en kystlinje på ca. 700 m. Den øvrige skrænt langs kysten er forholdsvis åben med spredte buskbevoksninger, og den indeholder en artsrig overdrevsvegetation, der dog er under tilgroning. Neden for skrænten findes en smal, delvist stenet strand og mod vest også små arealer af klitnatur.
Arealerne lige ovenfor skrænten er mest bevokset med træer, men videre ind i landet bliver området åbent med græsdomineret natur og spredte træer og krat. På morænebakkerne findes ud mod kysten større arealer med overdrevsnaturtyper. På disse arealer holdes naturtypernes bevoksning lav og artsrig ved hjælp af slåning. Længere ind i landet ligger tidligere dyrkede marker, der nu græsses, så det fremmer udviklingen af lysåben natur. I lavninger i området findes flere mindre vandhuller og et lille rigkær. I de fleste af vandhullerne yngler der stor vandsalamander.
Mod vest indgår en del af et feriecenter i området.
Natura 2000-området består af Habitatområde nr. H113 og
ligger i Gribskov Kommune i Vandområdedistrikt II Sjælland i vandplanopland 2.3 Øresund 

## Fredninger
Ved Gilbjerg Hoved blev 25 ha fredet i 1950 og flere områder langs Gilbjergstien er senere fredet af flere omgange.

## Eksterne kilder og henvisninger
1. ↑  "Vandplan 2.3 Øresund" (PDF). Arkiveret fra originalen (PDF) 12. august 2018. Hentet 20. oktober 2018.
2. ↑  Om fredningen på fredninger.dk

- Kort over området på miljoegis.mim.dk
- Naturplanen Arkiveret 20. oktober 2018 hos  Wayback Machine
- Basisanalysen 2016-21 Arkiveret 20. oktober 2018 hos  Wayback Machine